# Alexei Wassiljewitsch Pogorelow
Alexei Wassiljewitsch Pogorelow (russisch Алексей Васильевич Погорелов, ukrainisch Олексій Васильович Погорєлов/Oleksij Wassylowytsch Pohorjelow; * 2. März 1919 in Korotscha, Oblast Belgorod; † 17. Dezember 2002 in Moskau) war ein sowjetischer Mathematiker russischer Abstammung, der sich mit Geometrie beschäftigte.

## Leben und Wirken
1937 bis 1941 studierte er an der Universität Charkiw und danach bis 1945 an der Schukowski-Akademie der Luftwaffe in Moskau. Nach dem Krieg studierte er weiter in Moskau bei Nikolai Jefimow und Alexander Danilowitsch Alexandrow. 1947 habilitierte er sich an der Lomonossow-Universität Moskau und kehrte an die Universität Charkiw zurück, wo er den Lehrstuhl für Geometrie erhielt. Seit 1960 war er am Institut für Tieftemperaturphysik in Charkiw als Leiter des Bereichs Geometrie in der mathematischen Abteilung.
Pogorelow beschäftigte sich hauptsächlich mit Geometrie, zum Beispiel der Geometrie konvexer Körper, geometrischer Theorie der Monge-Ampere-Gleichungen und Hilberts 4. Problem (und brachte die damit zusammenhängende Theorie zu einem gewissen Abschluss), aber auch mit angewandter Mathematik (wie der Theorie dünner Schalen in der Statik, die er auch in Experimenten überprüfte) und sogar als Ingenieur mit Kältetechnik (Kryo-Turbogeneratoren). Neben Monographien schrieb er auch ein in Russland verbreitetes Geometrie-Schullehrbuch (1972). Pogorelow bewies die Regularität konvexer Flächen falls die Metrik regulär ist und die Gauss-Krümmung positiv.

## Ehrungen
1950 erhielt er den Stalinpreis (Staatspreis), 1962 den Leninpreis und 1959 die Lobatschewski-Medaille. Er war Mitglied der Sowjetischen Akademie der Wissenschaften (korrespondierendes Mitglied seit 1960, seit 1976 Vollmitglied) und der Ukrainischen Akademie der Wissenschaften (seit 1951 korrespondierendes Mitglied, seit 1960 Vollmitglied). 2010 wurde der Asteroid (19919) Pogorelov nach ihm benannt. Anlässlich seines 100. Geburtstages gab die Nationalbank der Ukraine 2019 ihm zu Ehren eine 2-Hrywnja-Gedenkmünze heraus.

## Schriften
- Bendings of surfaces and stability of shells. American Mathematical Society 1988.
- Analytical Geometry. Mir Publishers, Moskau 1980.
- Hilberts fourth problem, V. H. Winston, Washington, New York 1979.
- The Minkowski Multidimensional Problem. V. H. Winston, New York 1978.
- Extrinsic geometry of convex surfaces. Providence, Rhode Island, American Mathematical Society 1973.
- Differential Geometry. Groningen, Noordhoff 1967.
- Lectures on the foundations of geometry. Noordhoff 1966.
- A study of surfaces in elliptic space. New Delhi 1964.
- Monge Ampere equations of elliptic type. Groningen, Noordhoff 1964.
- Topics in the theory of surfaces in elliptic space. Gordon and Breach 1961.
- Die Verbiegung konvexer Flächen. Akademie Verlag, Berlin 1957.
- Eindeutige Bestimmung allgemeiner konvexer Flächen. Akademie Verlag, Berlin 1956.
- Shells of positive Gaussian curvature under postcritical conditions. Israel Program for Scientific Translations, Jerusalem 1970.